# 香蕉雪碧挑战

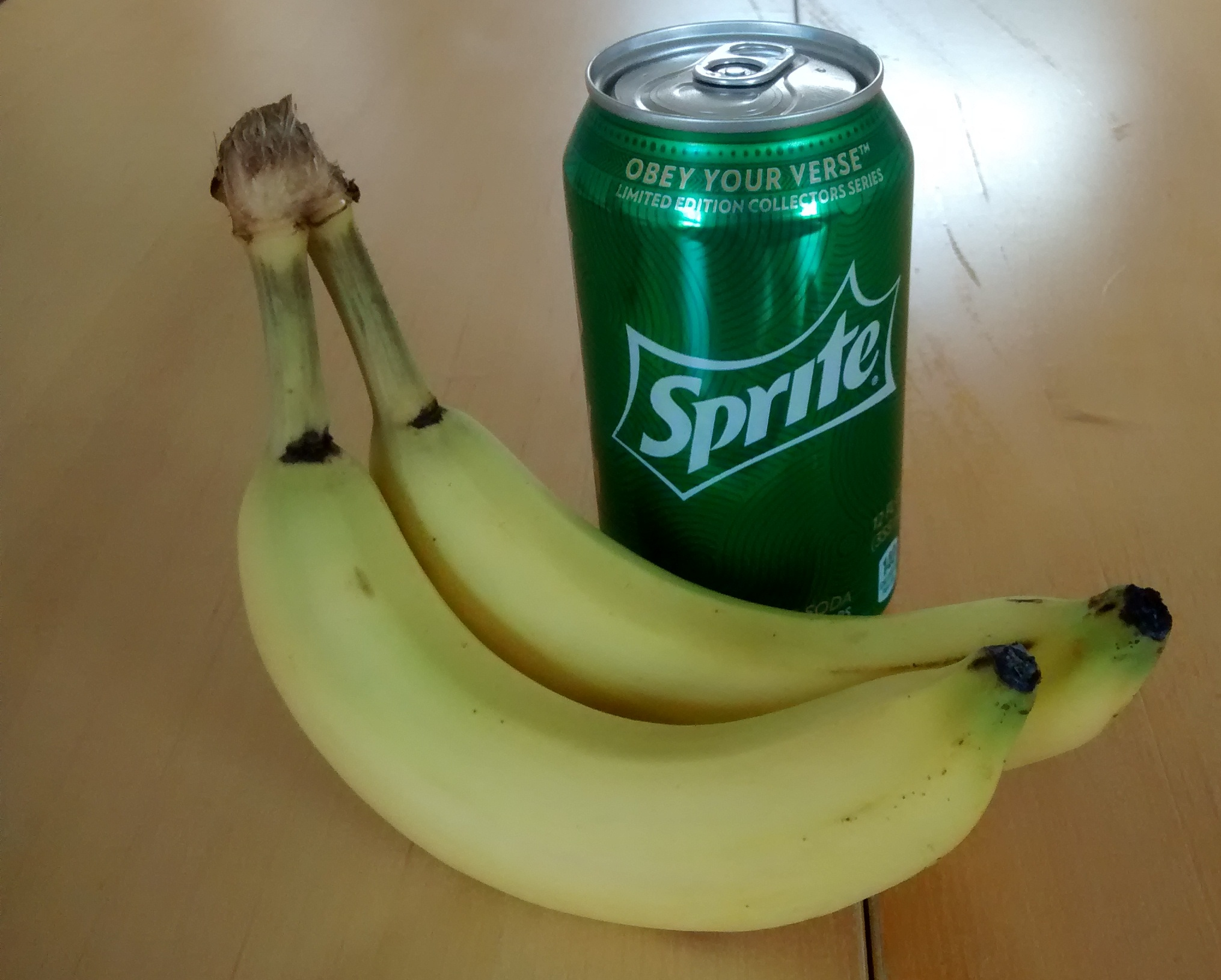
两条香蕉和一瓶雪碧

香蕉雪碧挑战是一项挑战活动，此挑战需要在没有呕吐的情况下快速吃掉两条香蕉和喝下一公升雪碧 。香蕉雪碧挑战还有其他的版本，但是要注意的是身体并不能同时消化这两种食物。
而这两种食品的化学反应可能會造成呕吐，但也可能是由于简单的理由（大量食品和饮料在短时间内摄入）而造成呕吐。营养师希瑟·布林表示人的胃只能放入两个杯子，他说："若太多的食物或液体在你肚子里而你的肚子没有这种能力可以会让你呕吐。
"Too much food or liquid in your stomach if your stomach doesn’t have that capability can make you vomit."